# (202) Criseida
(202) Criseida es un asteroide perteneciente al cinturón de asteroides descubierto por Christian Heinrich Friedrich Peters el 11 de septiembre de 1879 desde el observatorio Litchfield de Clinton, Estados Unidos.
Está nombrado por Criseida, un personaje de la mitología griega.

## Características orbitales
Criseida orbita a una distancia media de 3,07 ua del Sol, pudiendo alejarse hasta 3,383 ua. Tiene una inclinación orbital de 8,855° y una excentricidad de 0,1018. Emplea 1965 días en completar una órbita alrededor del Sol.